# Nicholas Dietrich Ottendorf
Nicholas Dietrich, Baron d'Ottendorf, était un militaire américain d'origine allemande qui a été payé sur la commission par le Congrès Continental nouvellement formé pour réunir et lever un corps indépendant dans l'armée continentale le 5 décembre 1776. Dietrich eut des ennuis concernant l'organisation du Corps d'Ottendorf et en conséquence George Washington le remplaça par le colonel Armand le 11 juillet 1777. Il déserta en 1781 et passa dans l'armée britannique.